# Pamplemousses

Distriktets läge.

Distriktet Pamplemousses är ett av önationen Mauritius nio distrikt. Distriktet ligger på öns norra del.

## Geografi
Distriktet har en yta på cirka 179 km² och är det tredje minsta till ytan. Befolkningen uppgår till cirka 140 500 invånare. Befolkningstätheten är 780 invånare / km². 
Inom distriktet ligger bland andra orten Fond du Sac, bergstoppen Mont Calebasses och orten Le Hochet.

## Förvaltning
Distriktet förvaltas av en chairperson och ISO 3166-2 koden är "MU-PA". Huvudorten är Triolet, näst största orten är Terre Rouge.
Distriktet är underdelad i 18 municipalities.